# Арктотерии
Арктотерии (лат. Arctotherium, от др.-греч. ἄρκτος «медведь» и θηρίον «зверь») — вымерший род южноамериканских короткомордых медведей, живших в плейстоцене, около 2 млн. — 10 тыс. лет назад.
Предки арктотериев мигрировали из Северной Америки в Южную во время великого межамериканского обмена, после образования панамского перешейка. Ближайшие вымершие родичи — североамериканские короткомордые медведи арктодусы, из ныне живущих — очковый медведь.
Род арктотерий был описан Г. Бурмейстером в 1879 году, а в 2008 был отнесён к подсемейству Tremarctinae, куда входят также арктодусы, очковый медведь и плионарктосы.
Исследования плечевой кости A. angustidens из Буэнос-Айреса дали оценку веса этого экземпляра 1588—1749 кг и длины в полный рост около 3,4 м. A. angustidens на 2011 год является самым крупным известным медвежьим и самым крупным известным сухопутным хищным млекопитающим.
В отличие от арктодусов, арктотерии эволюционировали в сторону уменьшения размеров и снижения специализации на хищничестве. Это может объясняться конкуренцией с более поздними мигрантами, такими, как американские львы (Panthera leo atrox) и ягуары. Все перечисленные крупные хищники, а также и саблезубые кошки, либо заняли опустевшие к тому времени экологические ниши сумчатых саблезубых и некоторых фороракосов, либо вытеснили их в результате конкуренции за пищевые ресурсы.